# Stade Conde Rodolfo Crespi
Le Stade Conde Rodolfo Crespi (en portugais : Estádio Conde Rodolfo Crespi), également connu sous le nom de Stade de la rue Javari (en portugais : Estádio Rua Javari), est un stade de football brésilien situé à Mooca, un quartier de la ville de São Paulo.
Doté de 4 000 places et inauguré en 1929, le stade sert de domicile pour les équipes de football du CA Juventus ainsi que du Barcelona EC.

## Histoire
Jusqu'en 1967, le stade est détenu par la famille Crespi, originaire du nord de l'Italie et arrivé au Brésil en 1893. Conde Rodolfo Crespi est d'ailleurs le premier président du club. Le club de l'AC Juventus devient ensuite propriétaire du stade.
Pelé a toujours avancé que le plus beau but de sa carrière fut inscrit en Campeonato Paulista au Stade Rua Javari, le 2 août 1959.

## Dans la culture populaire
En mai 1997, une partie du film Boleiros d'Ugo Georgetti est filmée au stade Rua Javari.

## Galerie

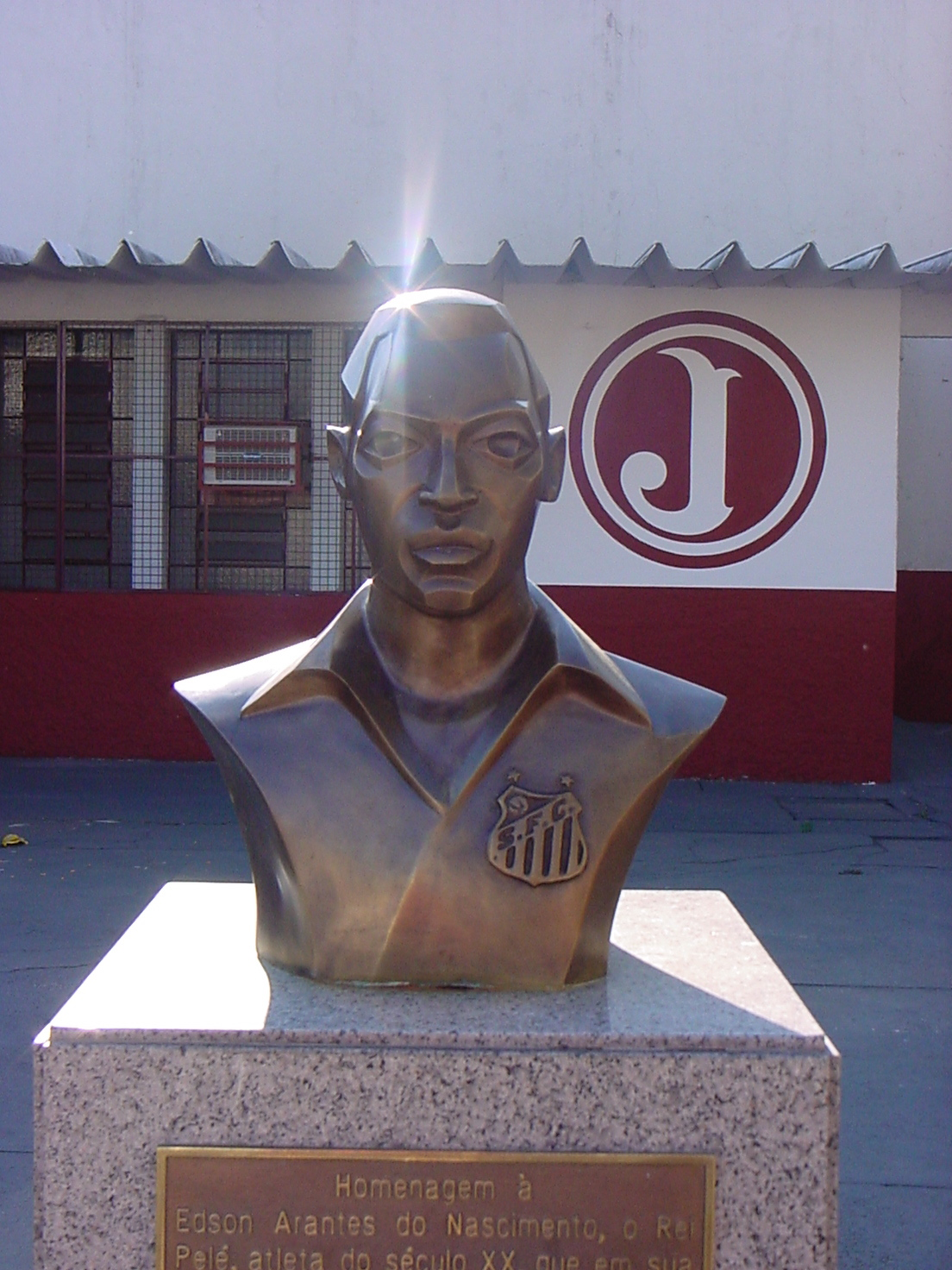
Buste de Pelé au Rua Javari
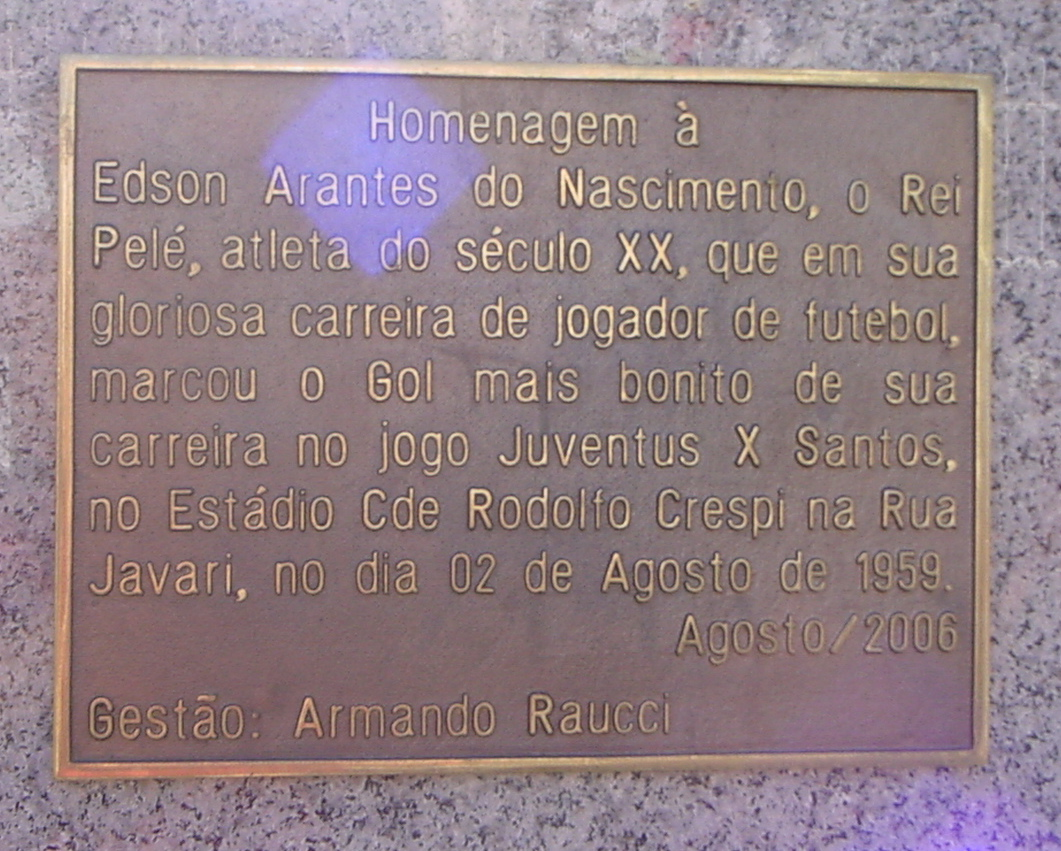
Plaque sous le buste de Pelé